# لوری هالیر
لوری هالیِر (انگلیسی: Lori Hallier؛ زادهٔ ۸ ژوئیهٔ ۱۹۵۹) بازیگر اهل کانادا است.
از فیلم‌ها یا برنامه‌های تلویزیونی که وی در آن نقش داشته است می‌توان به سقوط آزاد، روزهای زندگی ما، سانتا باربارا، پیشتازان فضا: وویجر، اسم من تانینو است و نشان هشدار اشاره کرد.